# Сканцорошате
Сканцорошате (итал. Scanzorosciate) — коммуна в Италии, располагается в регионе Ломбардия, подчиняется административному центру Бергамо.
Население составляет 8918 человек (на 2004 г.), плотность населения составляет 870 чел./км². Занимает площадь 10 км². Почтовый индекс — 24020. Телефонный код — 035.
Престольный праздник отмечается в день поминовения усопших (defunti), который в Католической церкви ежегодно отмечается 2 ноября.

## Архитектор Кваренги в Сканцорошате
В 1810 - 1811 годах в Сканцорошате жил архитектор Кваренги, Джакомо, его вторая жена происходила из этих мест. В качестве приданого архитектор получил виллу в городе и виноградники. Местные виноделы славятся производством особого ликера Moscato di Scanzo DOCG. Согласно местному преданию, Кваренги поставлял ликёр ко двору российского императорского дома.

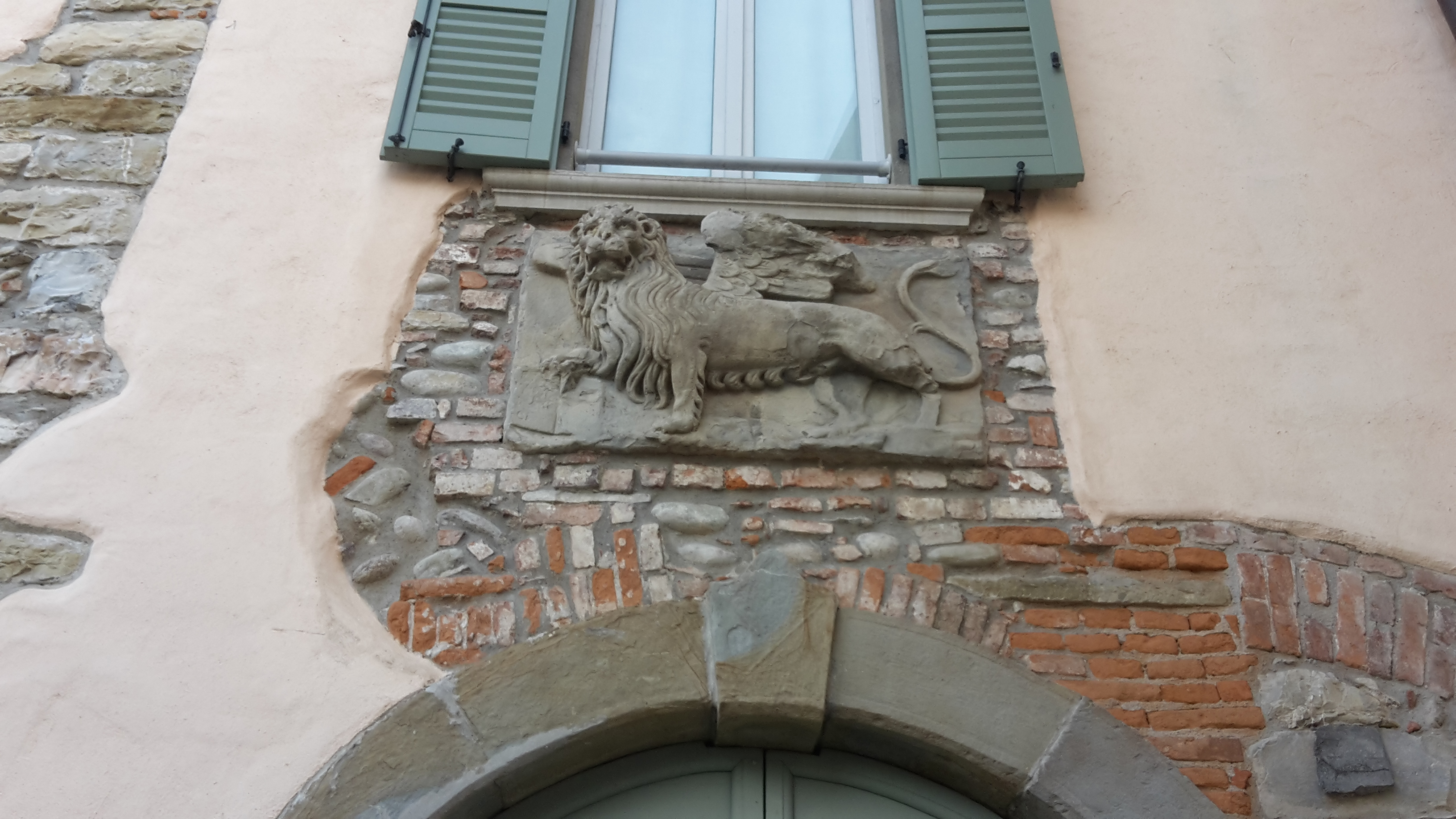
Венецианский лев на фасаде виллы Кваренги
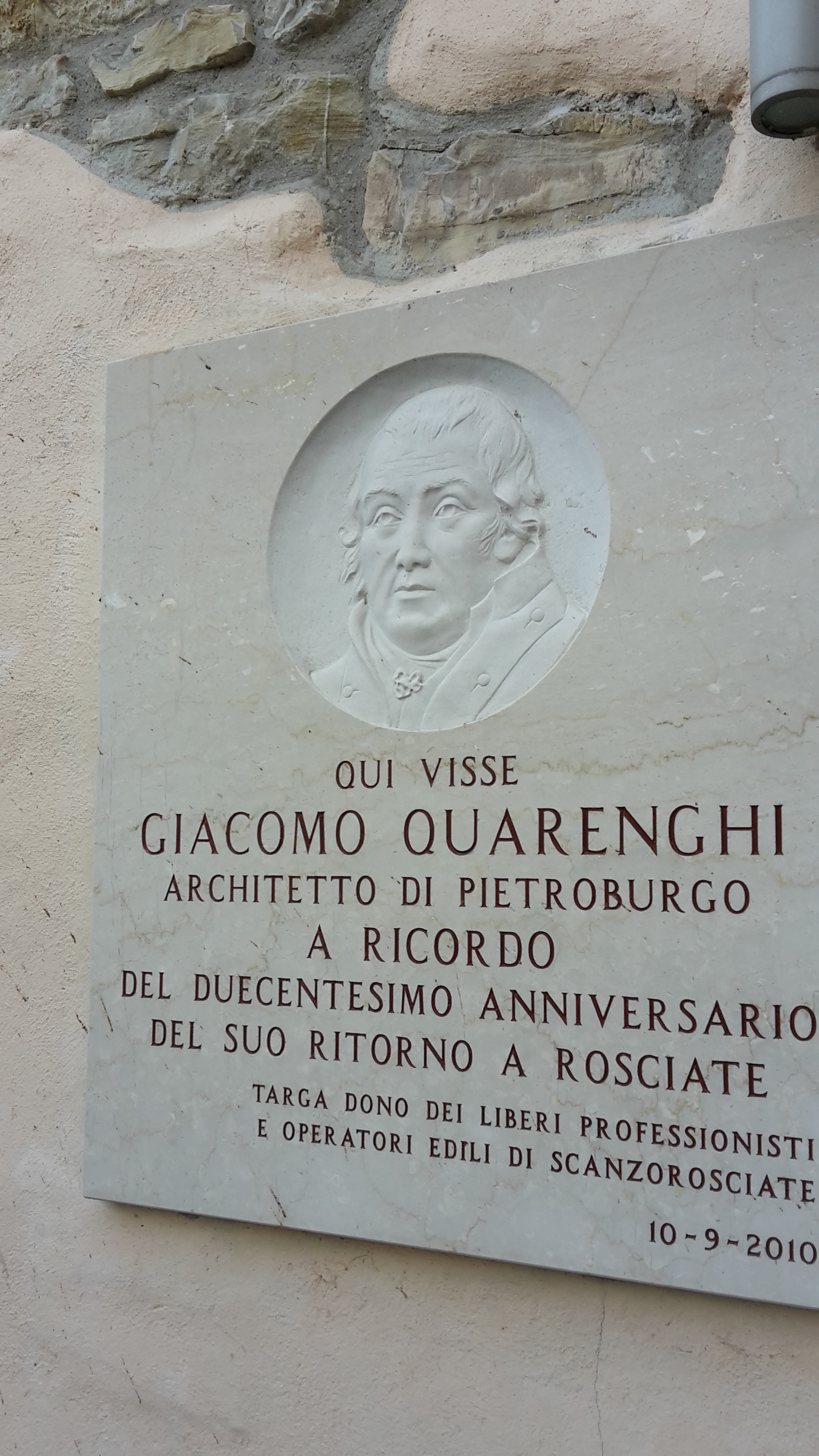
Памятная доска
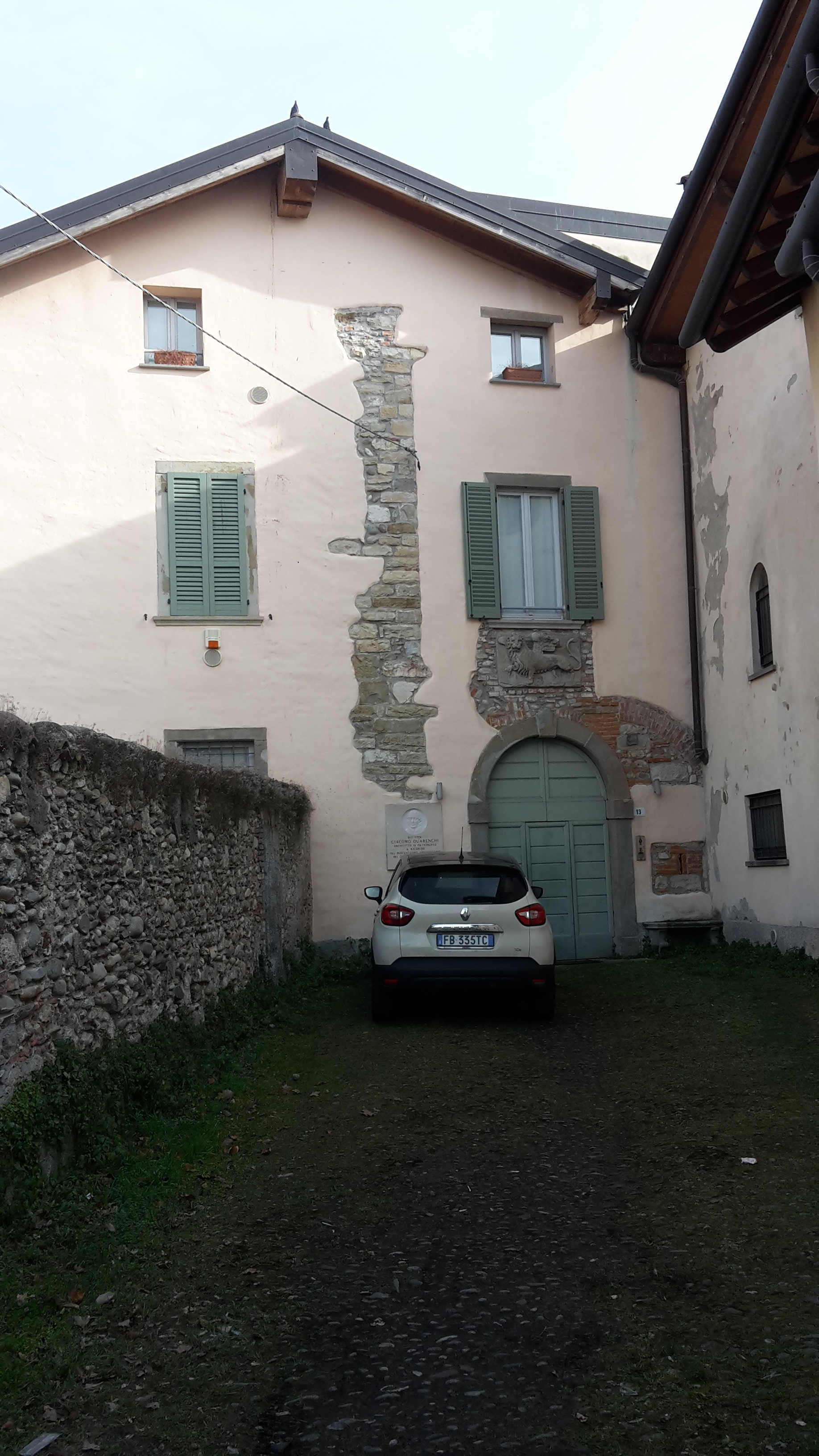
Villa
Улица Кваренги в Сканцорошате
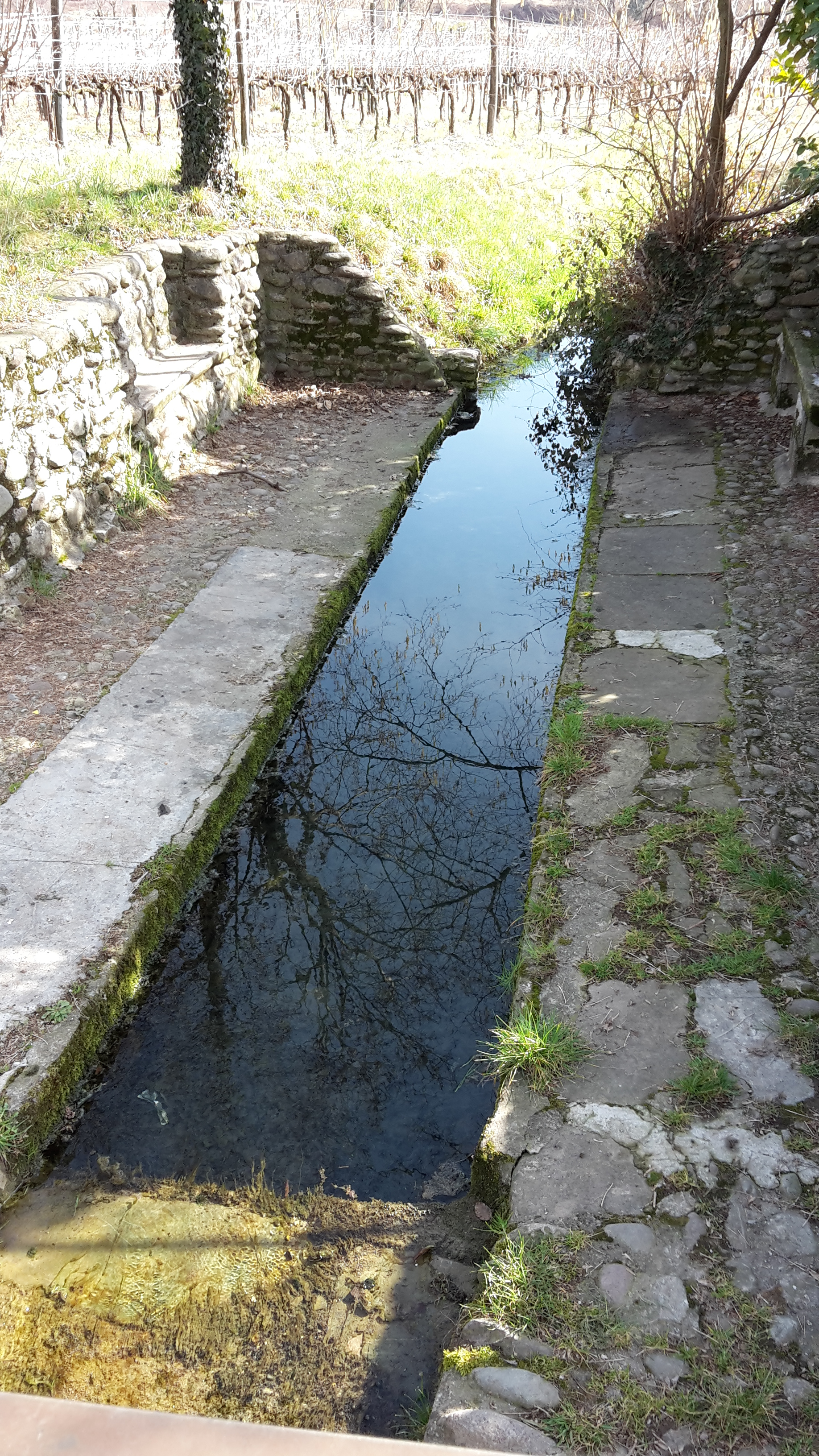
Виноградники Кваренги
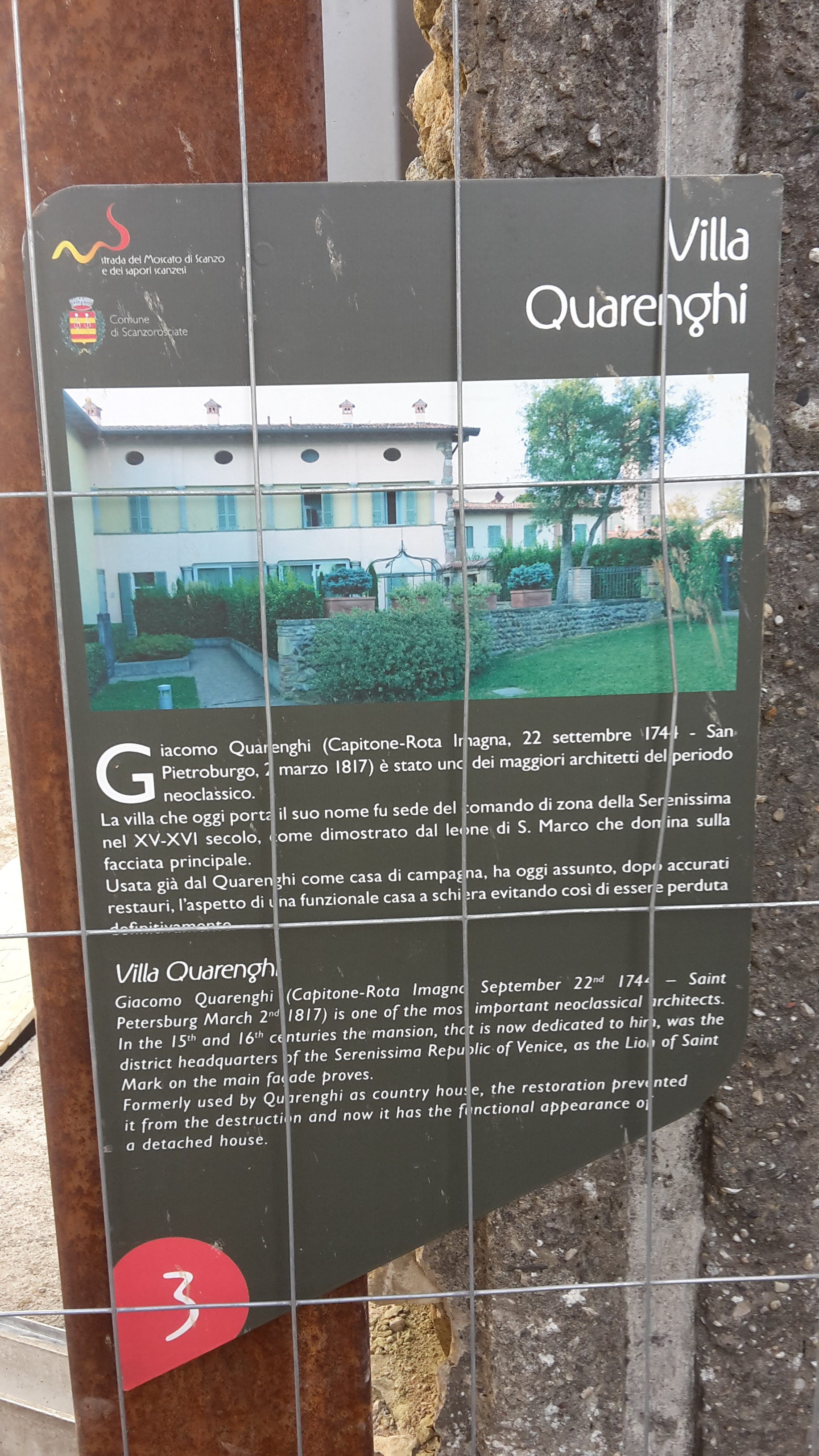
Описание виллы